# Édouard-Guy du Passage
Edouard-Guy du Passage est un dessinateur et peintre français né à Paris 8e le 5 juin 1872 et mort à Paris 16e le 3 mars 1925, auteur d'œuvres picturales, animalières et souvent cynégétiques.

## Biographie
Edouard Guy du Passage naît dans une famille qui a compté beaucoup d'officiers, la famille du Passage, fils d'Arthur du Passage, comte du Passage, et de Maria van den Bossche. Son père et son oncle, Charles du Passage, sont aussi l'un et l'autre des artistes, sculpteurs et dessinateurs.
Il est l'élève du peintre Edouard Debat-Ponsan .
Passionné par l'équitation et par la vénerie, Edouard-Guy du Passage met en scène dans ses œuvres des animaux, souvent des chevaux et des chiens, et souvent dans le cadre de la chasse à courre.
Il est admis à la Société des Peintres de chasse et de vénerie et à la Société des Peintres de chevaux.
Comme son père et son oncle, il expose régulièrement ses œuvres dans les années 1890-1910 à l'ancienne orangerie du Palais des Tuileries, aujourd'hui Musée de l'Orangerie, à Paris, à l'Exposition annuelle des Peintres et Sculpteurs de Chasse et Vénerie.
En 1895, il crée un équipage de vénerie, le Rallye Authie, qui découple tout d'abord aux abords de la propriété de sa famille, à Frohen le Grand, à la limite de la Picardie et de l'Artois, puis de 1898 à 1902 en Bourbonnais, où il joint son équipage à celui d'Amable Cadier de Veauce pour chasser dans la forêt des Colettes.
Revenu habiter en Picardie en 1903, il y reprend ses activités de chasse, qu'il immortalise en dessinant ou peignant leurs scènes les plus marquantes.
Il laisse de nombreux dessins aquarellés,,,,,  et des peintures à l'huile.
Plusieurs de ses dessins ont été reproduits en lithographie .
Les bronzes sculptés par son père et par son oncle lui sont à tort parfois attribués.
En 1912, il met fin au Rallye Authie et publie ses souvenirs de chasse dans un ouvrage intitulé "Un Siècle de vénerie dans le nord de la France", qui est aussi un véritable historique de la vénerie et de ses équipages aux XVIIIe et XIXe siècles, dans l'actuelle région des Hauts de France.
Après avoir collaboré aux revues La Vie Parisienne et L'Art et la mode, il publie en 1920 des articles dans la revue Le Sport hippique ; en 1924-1925 dans la revue Le Sport Universel illustré ,.